# أورست (آيت فنزر)
أورست هو دُوَّار يقع بجماعة تسوسفي، إقليم تارودانت، جهة سوس ماسة في المملكة المغربية. ينتمي الدوّار لمشيخة آيت فنزر التي تضم 13 دوار. يقدر عدد سكانه بـ 691 نسمة حسب الإحصاء الرسمي للسكان والسكنى لسنة 2004.

## روابط خارجية
- البوابة الوطنية للجماعات الترابية
- المندوبية السامية للتخطيط